# Josephoartigasia magna
Josephoartigasia magna es un gigantesco y extinto roedor histricomorfo de la familia Dinomyidae. Esta especie, junto con J. monesi, forman el género Josephoartigasia. Vivió en el Plioceno, hace entre 4 a 2 millones de años, en lo que hoy es Uruguay. El animal viviente más cercano de este enorme herbívoro es el pacarana.

## Taxonomía
Esta especie fue descrita originalmente en el año 1966, por los paleontólogos Álvaro Mones y J. C. Francis, al mismo tiempo que hacían lo propio con su género, bajo la denominación científica de Artigasia magna. El ejemplar tipo, consistente en dientes fósiles, se exhumó en los sedimentos que componen las altas barrancas de San Gregorio (Formación San José), que caen sobre la ribera norte del Río de la Plata, en la costa del departamento de San José, en el sur del Uruguay, datando de la edad-mamífero Chapadmalalense.
En 2007 el nombre de su género fue cambiado, ya que era utilizado para referirse a una especie de nemátodos. El nuevo nombre elegido fue Josephoartigasia, como una forma de homenajear al prócer uruguayo José Artigas.
Hasta ese año la especie se incluía en un género monotípico, pero el estudio de un enorme cráneo colectado en 1987 en el balneario Kiyú (del mismo departamento de San José), permitió adjudicarlo a una nueva y segunda especie, a la que bautizaron monesi, en honor al paleontólogo Álvaro Mones, uno de los descriptores de Josephoartigasia magna. En un principio los investigadores consideraron incluir el ejemplar de Kiyú dentro de J. magna, pero diversas características dentales los inclinaron por colocarlo dentro de una nueva especie, aún más grande.